# Iberisches Gebirge

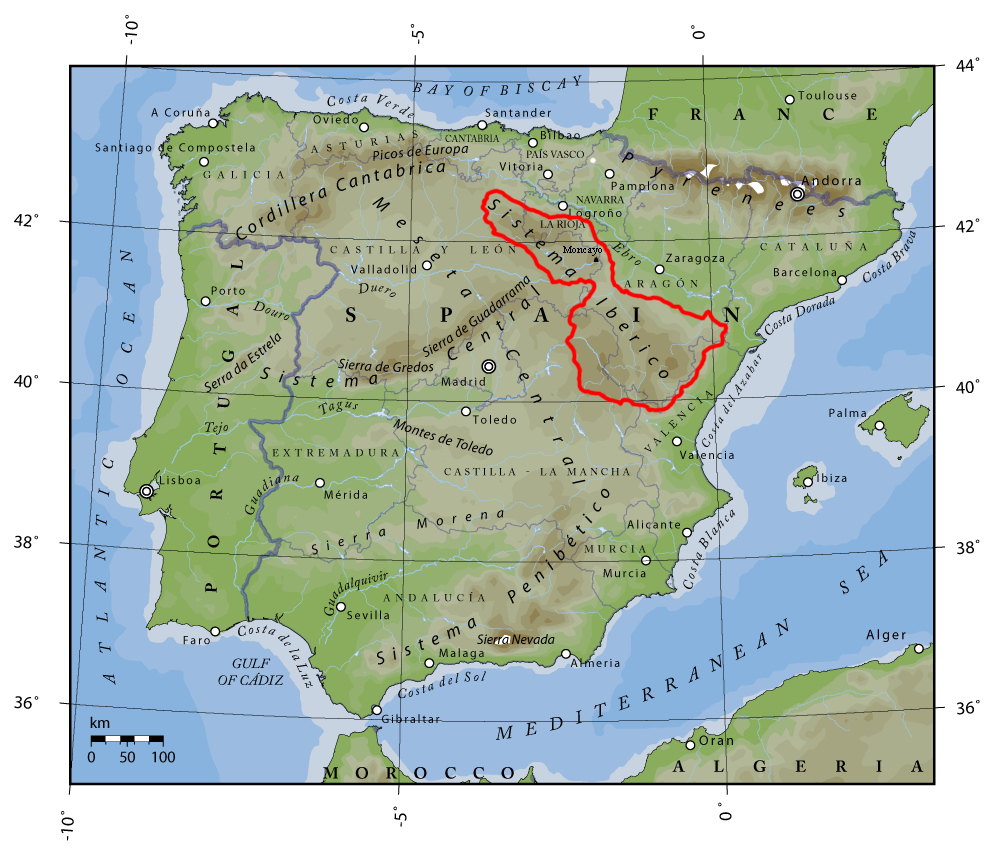
Das Iberische Gebirge (spanisch Sistema Ibérico) auf einer topographischen Karte Spaniens

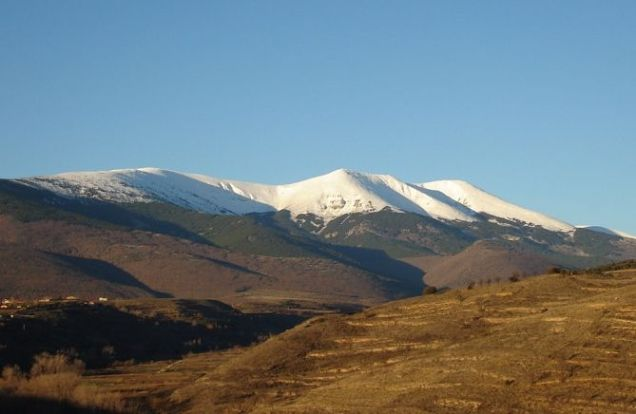
Ansicht der Sierra de Moncayo

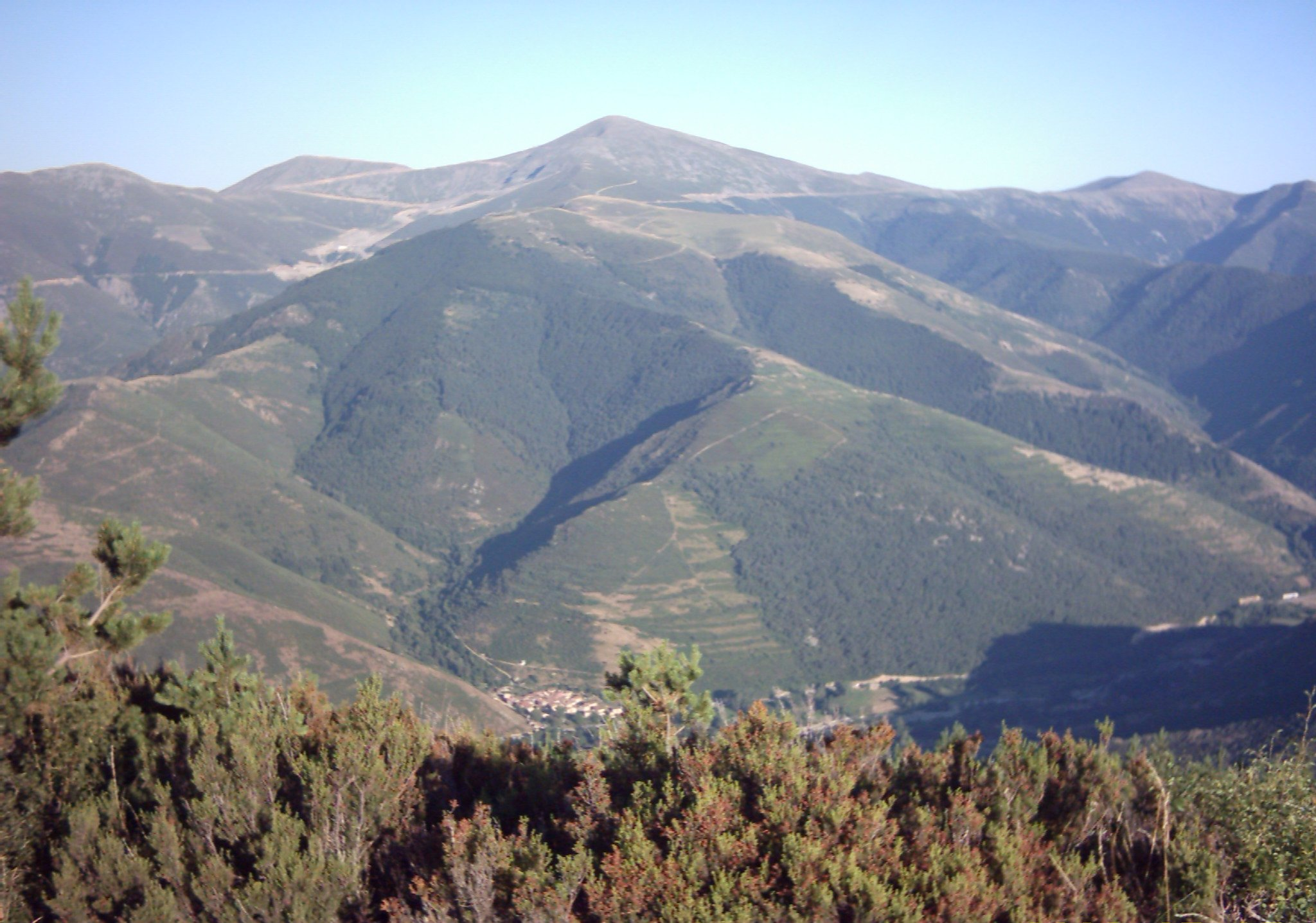
Der Berg San Lorenzo in der Sierra de la Demanda

Das Iberische Gebirge (spanisch Sistema Ibérico) ist ein Gebirgssystem in Spanien. Es bildet den hohen Ostrand des zentralen Tafellandes und zugleich die Hauptwasserscheide der Iberischen Halbinsel zwischen dem Atlantischen Ozean und dem Mittelmeer.

## Geografie

### Lage
Das Iberische Gebirge erstreckt sich, abweichend von den übrigen Gebirgssystemen der Iberischen Halbinsel, von Nordwesten nach Südosten. Es besteht teils aus Gebirgsketten und Berggruppen, teils aus dazwischen eingeschobenen Hochebenen und Parameras (Gebirgskettenform, die aus gewölbten, steil abfallenden und meist kahlen Plateaus besteht). Bei den Ebro-Quellen beginnend, breitet es sich nach Süden bedeutend aus. Hier bedecken seine Verzweigungen den ganzen breiten und terrassierten Ost- und Südabhang des Tafellandes. Sie treten bis an die Küsten heran, welche sie in weiter Ausdehnung von der Mündung des Llobregat an bis gegen die des Segura hin umgürten. Das Gebirgssystem bedeckt den Osten Kastiliens, ganz Valencia, Südaragonien und Südkatalonien (im ganzen wohl um die 40.000 km²). Es beschreibt einen mit seiner Konvexität gegen Nordosten gekehrten Bogen von 650 km Länge.

### Geologie
Das Iberische Gebirge scheint meist der Juraformation anzugehören oder auch aus älteren Tertiärbildungen (Nummulitenkalk) zu bestehen. Marmor und Sandstein sind häufig. Die größeren Täler enthalten Tertiärlager. Charakteristisch sind für den mittleren Teil des ganzen Zugs die Form der Parameras und für den südlichen Teil die der Muelas („Mühlsteine“), d. h. isolierter, abgestutzter und schroff abfallender Felsenkegel.

## Gliederung
Das Iberische Gebirge lässt sich naturgemäß in drei Abteilungen scheiden:

### Altkastilische Kette

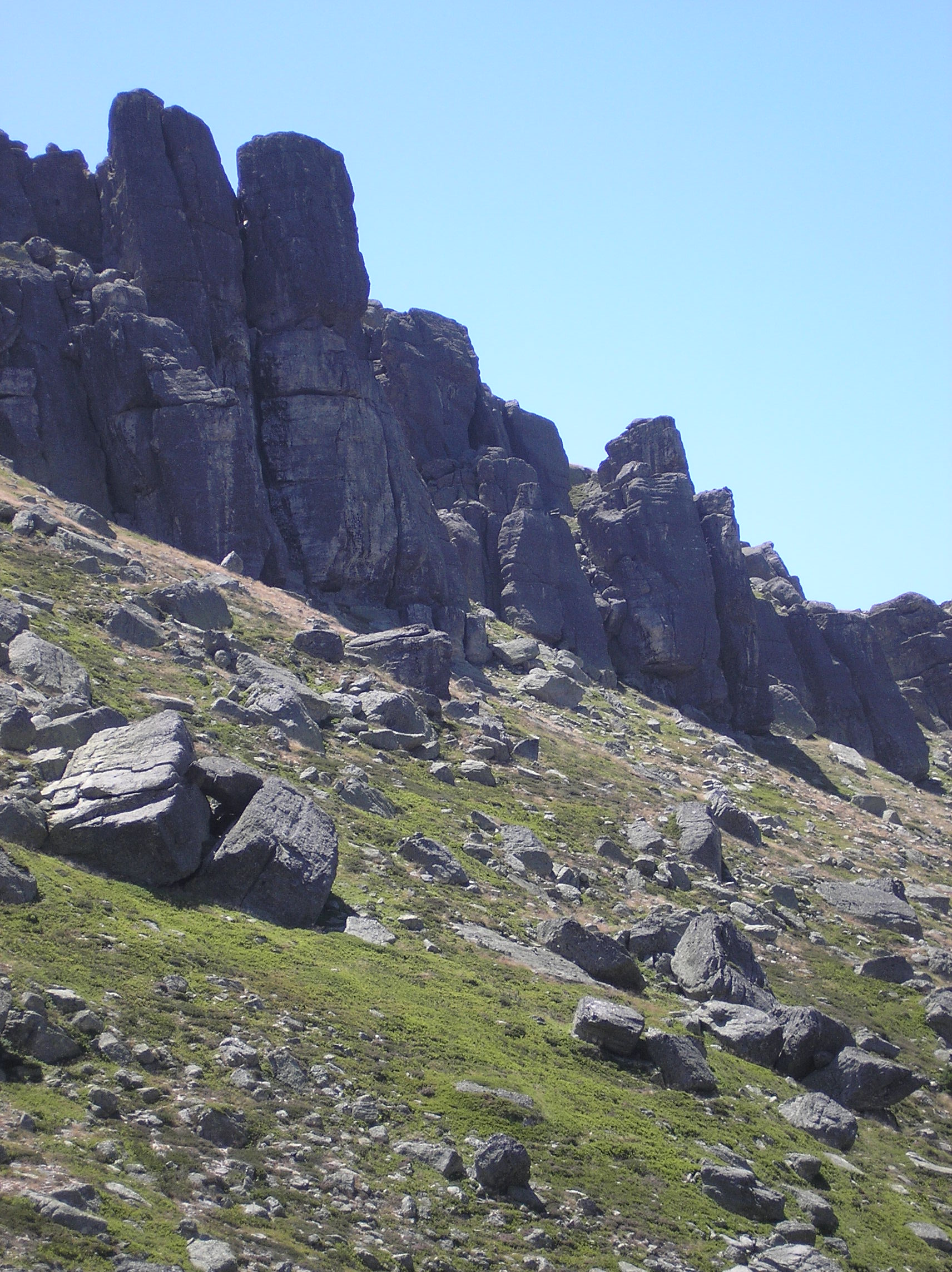
Picos de Urbión

Die altkastilische Kette am rechten Ufer des Ebro setzt sich aus der Sierra de la Demanda (2.305 m), der Gruppe des Pico de Urbión (2252 m), der Cebollera (2176 m) und der Sierra de Moncayo (2314 m) zusammen.

### Südaragonisches Hochland
Das südaragonische Hochland hebt südlich vom Jalón als Fortsetzung der altkastilischen Kette an und besteht aus der Sierra de Cucalón und anderen nach Südosten gerichteten Zügen. An den Quellen des Guadalaviar und des Alfambra verbreitert es sich zu einem weitverzweigten Bergland. Dieses greift aus der aragonischen Provinz Teruel auch in die angrenzende Provinz Cuenca, wo es die Serranía de Cuenca bildet, und in die valencianische Provinz Castellón hinüber, wo es sich gegen
das Meer hin abdacht. Nördlich reicht es bis zur Ebromündung; jenseits derselben findet es in der katalanischen Bergstraße seine Fortsetzung.
Hervorragende Gebirgszüge sind in diesem Teil des iberischen Gebirgssystems die Sierra de Albarracín, die Sierra de Gudar (1770 m), die Sierra de Javalambre (2002 m) und die Gruppe des Peña Golosa (1813 m). Das südaragonische Hochland erscheint als ein ausgedehntes Plateau, welches von den Tälern der nach allen Seiten abgießenden Gewässer durchfurcht wird. Schroffe, zerklüftete Felsengebirge mit tiefen Schluchten bilden dagegen die östlichen, die Provinz Castellón erfüllenden Verzweigungen.

### Südvalencianisches Bergland
Das südvalencianische Bergland liegt zwischen dem Unterlauf des Río Turia und des Río Segura. Es wird vom Río Júcar in zwei Teile geschieden, die jeweils aus einer Menge paralleler, wenig oder gar nicht zusammenhängender, von weiten Tälern geschiedener Gebirgsmauern bestehen. Dazu gehören die Sierra Martes, die Sierra Enguera, die Sierra Grosa und die Sierra de las Cabres. Sie verlaufen gegen die Küste hin und enden vielfach in schroffen Felsenkaps. Die bedeutendste Erhebung ist hier der Moncabrer (1386 m).